# Meanguera del Golfo
Meanguera del Golfo es un distrito del municipio de La Unión Sur y departamento de La Unión, de la zona oriental de El Salvador. Tiene una población de 2.134 habitantes según el censo oficial de 2024, por lo que es el distrito menos poblado del departamento. Está formado por las islas Conchagüita (8.45 km²), Meanguera (16.68 km²) y Meanguerita o Pirigallo (0.35 km²), ubicadas en el Golfo de Fonseca. Meanguera del Golfo posee tres particularidades: es el único distrito insular de la república y a su vez, el más austral y el más oriental de la misma.

## División político-administrativa

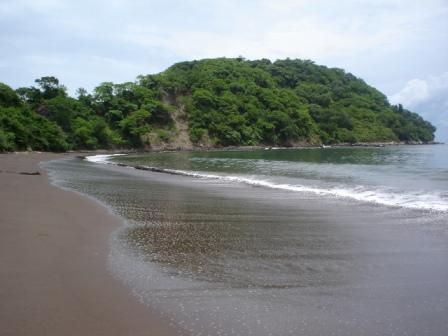
Playa Majahual de Meanguera.

Para su administración, el municipio se divide en 3 cantones y 13 caseríos, los cuales son:
| Cantones                   | Caseríos            |
| -------------------------- | ------------------- |
| Cantón El Salvador         | La Negra            |
| Cantón El Salvador         | Guanacastal         |
| Cantón El Salvador         | El Peladero         |
| Cantón El Salvador         | Amatillo            |
| Cantón El Salvador         | Gigante             |
| Cantón El Salvador         | El Cedro            |
| Cantón Guerrero            | Guerrero            |
| Cantón Guerrero            | El Majahual         |
| Cantón Guerrero            | La Periquera        |
| Cantón Guerrero            | El Corozal          |
| Cantón Guerrero            | La Agüedeja         |
| Cantón Isla de Conchagüita | Isla de Conchagüita |
| Cantón Isla de Conchagüita | El Líbano           |

La cabecera municipal de Meanguera del Golfo se encuentra dividida en dos barrios: barrio San Francisco y barrio El Ángel.

## Geografía

### Hidrografía
Dentro de estas islas no existen elementos hidrográficos que las rieguen; a excepción de las quebradas, aunque hace poco se construyeron dos pozos que abastecen todo el casco urbano. El Ídolo en la Isla de Conchaguita y la Quebrada Grande en la isla de Meanguera. Entre las islas Meanguera y Meanguerita o Pirigallo, existe un canal que se conoce con el nombre de Canal de Meanguera y tiene un ancho aproximado de 300 metros.

### Orografía
Los rasgos orográficos más notables del municipio son los cerros: Evaristo (494 m s. n. m.), del Pueblo (318 m s. n. m.) y El Havillal (505 m s. n. m.); las lomas: El Peladero, El Gigante, La Negra, El Zambullido, La Gloria, La Periquera, El Portillo, Aguedeja, El Panteón y Teclas.

### Clima
El clima es cálido y pertenece a un tipo de tierra caliente. El monto pluvial oscila entre los 1500 y 2000 mm.

### Dimensiones
El distrito tiene 25.48 km²

### Población
La población según el censo de 2007 es de 2,398 habitantes. Lo cual significa una densidad de 95.42 hab/km²

## Economía
Existe la pesca de manutención y artesanal. En el comercio local se encuentran tiendas y el hotel "Joya del Golfo" y otros pequeños negocios.

## Vías de comunicación
El pueblo de Meanguera del Golfo se comunica por via marítima con la ciudad de La Unión. Cantones y caseríos se enlazan entre sí por caminos vecinales y por vía marítima.
También tiene comunicación vía marítima, con la República de Nicaragua, con mayor frecuencia a Potosí y con Honduras, principalmente a la Isla el Tigre o al municipio de Amapala.

## El Pueblo de Meanguera del Golfo
El pueblo de Meanguera del Golfo, se encuentra situado a 20.0 m s. n. m. y a 23.55 km al sudeste de la ciudad de La Unión. Las fiestas patronales las celebran del 15 al 19 de marzo en honor a San José; las fiestas titulares las celebran el 28 y 29 de diciembre en honor al Niño Jesús. El pueblo se divide en los barrios La Fuerteza, El Centro, El Ángel, San 
Francisco y La Bolsa.

## Historia
La isla de Meanguera fue habitada desde tiempos inmemoriables por tribus lencas o potones. Fue descubierta en 1522 por el piloto mayor Andrés Niño, de la expedición de Gil González Dávila, quien dio a esta ínsula "redonda y poblada" el nombre de Petronila, en homenaje a una sobrina muy querida del Obispo de Burgos y Presidente del Consejo de Indias, Fray Juan Rodrigo de Fonseca. 
El 17 de abril de 1893, durante la administración del Presidente Carlos Ezeta, la Secretaría de Instrucción Pública acordó crear una escuela de niñas en la isla de Meanguera, cuya dotación era de 20 pesos mensuales.
Siendo Presidente de la República Don Carlos Meléndez, el Poder Legislativo emitió el 17 de junio de 1916 un decreto, en virtud del cual se creaba el municipio de Meanguera del Golfo, con base en la población de la isla de Meanguera, que quedó incorporado en el distrito y departamento de La Unión.

## Turismo
Entre los sitios de atracción turística, el municipio cuenta con las cuevas situadas en el cantón El Salvador o Zambullido, las playas El Corozal, El Nance y El Majahual, Los Infiernillos (Ausoles) y los petrograbados en la Isla de Conchagüita.

## Toponimia
Meanguera (del Lenca)  "Ciudad de los Chalchihuites". Proviene de las voces: mean, mian: jadeita, piedra conocida como chalchihuite; guerra: ciudad, lugar poblado (J.L.L).
Conchagua (del Lenca) "Valle Delgado". Proviene de las voces: con: delgado, estrecho; yegua, shagua, chagua: valle (J.L.L).